# Гудково (Псковская область)
Гудково — деревня в Великолукском районе Псковской области России. Входит в состав сельского поселения «Пореченская волость».
Расположена на юге района, на юго-восточном берегу Кадоловского озера, в 46 км к югу от райцентра Великие Луки и в 12 км к юго-востоку от волостного центра Поречье.

## Население
Численность населения деревни по состоянию на 2000 год составляла 4 жителя, на 2010 год — 3 жителя.

## История
До 2005 года деревня входила в состав ныне упразднённой Урицкой волости.